# Catherine Hardwicke
Catherine Hardwicke (nascida Helen Catherine Hardwicke - McAllen, 21 de outubro de 1955) é uma produtora e diretora de cinema estadunidense, mais conhecida por sua direção no filme independente Thirteen e no bíblico  The Nativity Story, além de Twilight.

## Biografia
Hardwicke mudou-se para Cameron com seus pais John Benjamin Hardwicke e Jamee Elberta Bennet. Antes disto, vivera na cidade natal, onde foi educada na religião presbiteriana. Enquanto cursava a UCLA film school nos anos 80 do século XX, realizou um curta-metragem intitulado Puppy Does the Gumbo.
Hardwicke começou sua carreira como arquiteta. Passou a maior parte da década seguinte como desenhista de produção, enquanto trabalhava em filmes como Tombstone (1993), Tank Girl (1995), 2 Days in the Valley (1996), The Newton Boys (1998), e Three Kings (1999). Em 2001 colaborou com o diretor/roteirista Cameron Crowe e com o ator/produtor Tom Cruise em Vanilla Sky. Estes dois últimos filmes foram notáveis pela forma original das técnicas de manipulação da cor, como complementos da narrativa.
Seu primeiro trabalho de direção foi no premiado Thirteen, de 2003. Hardwicke e a então garota de catorze anos Nikki Reed conseguiram juntas escrever um filme que refletia as experiências adolescentes de Reed. O roteiro do filme ficou pronto em somente seis dias. Evan Rachel Wood foi contratada para estrelar o filme, ao lado de Reed.
Dirigiu em seguida Lords of Dogtown (2005), uma ficção sobre a cultura do skateboarding. O filme foi uma livre adaptação do documentário Dogtown and Z-Boys, de Stacy Peralta.
Em 2002, cuidou da parte de Desenho de Produção do Filme Laurel Canyon.
Em 2006, dirigiu o filme bíblico The Nativity Story para a New Line Cinema, que estreou em 1 de dezembro daquele ano.
Em 2008 foi a diretora de Twilight, uma adaptação do romance homônimo de Stephenie Meyer.
Em 2011 fez a versão sinistra de "Chapeuzinho Vermelho", "A Garota de Capa Vermelha" que foi um sucesso nas bilheterias dos cinemas.
E em 2012 ela ira fazer a versão para cinema do livro "Maldito Karma".

## Filmografia
- 2003 - Thirteen
- 2005 - Lords of Dogtown
- 2006 - The Nativity Story
- 2008 - Twilight
- 2011 - Red Riding Hood
- 2013 - Reckless
- 2013 - Plush
- 2015 - Miss You Already
- 2019 - Miss Bala
- 2023 - Mafia Mamma